# Luddeldtorn
Luddeldtorn (Pyracantha angustifolia) är en rosväxtart som först beskrevs av Adrien René Franchet, och fick sitt nu gällande namn av Camillo Karl Schneider. Luddeldtorn ingår i släktet eldtornar, och familjen rosväxter. Inga underarter finns listade i Catalogue of Life.
Blomman är gräddvit.

## Bildgalleri

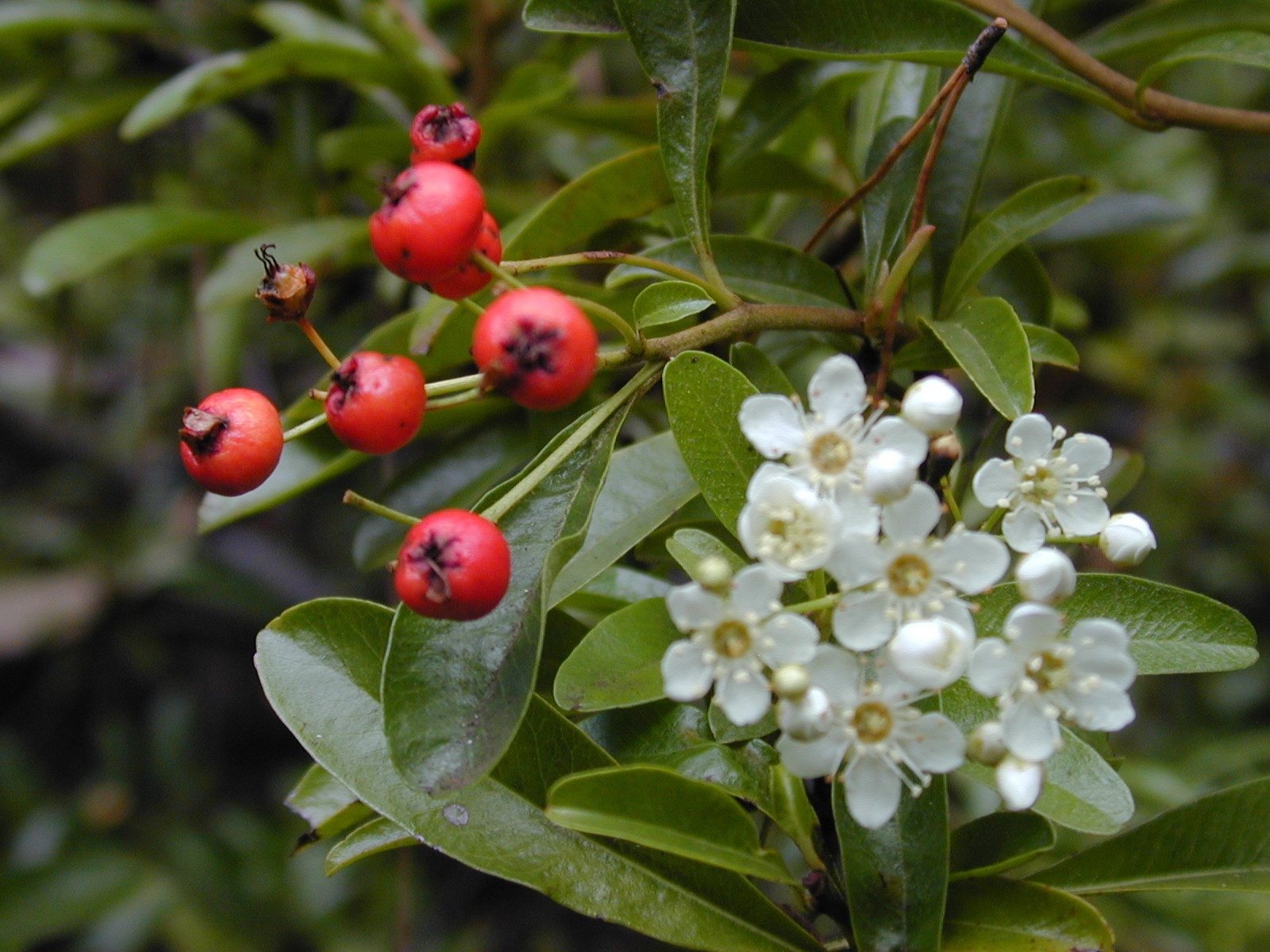
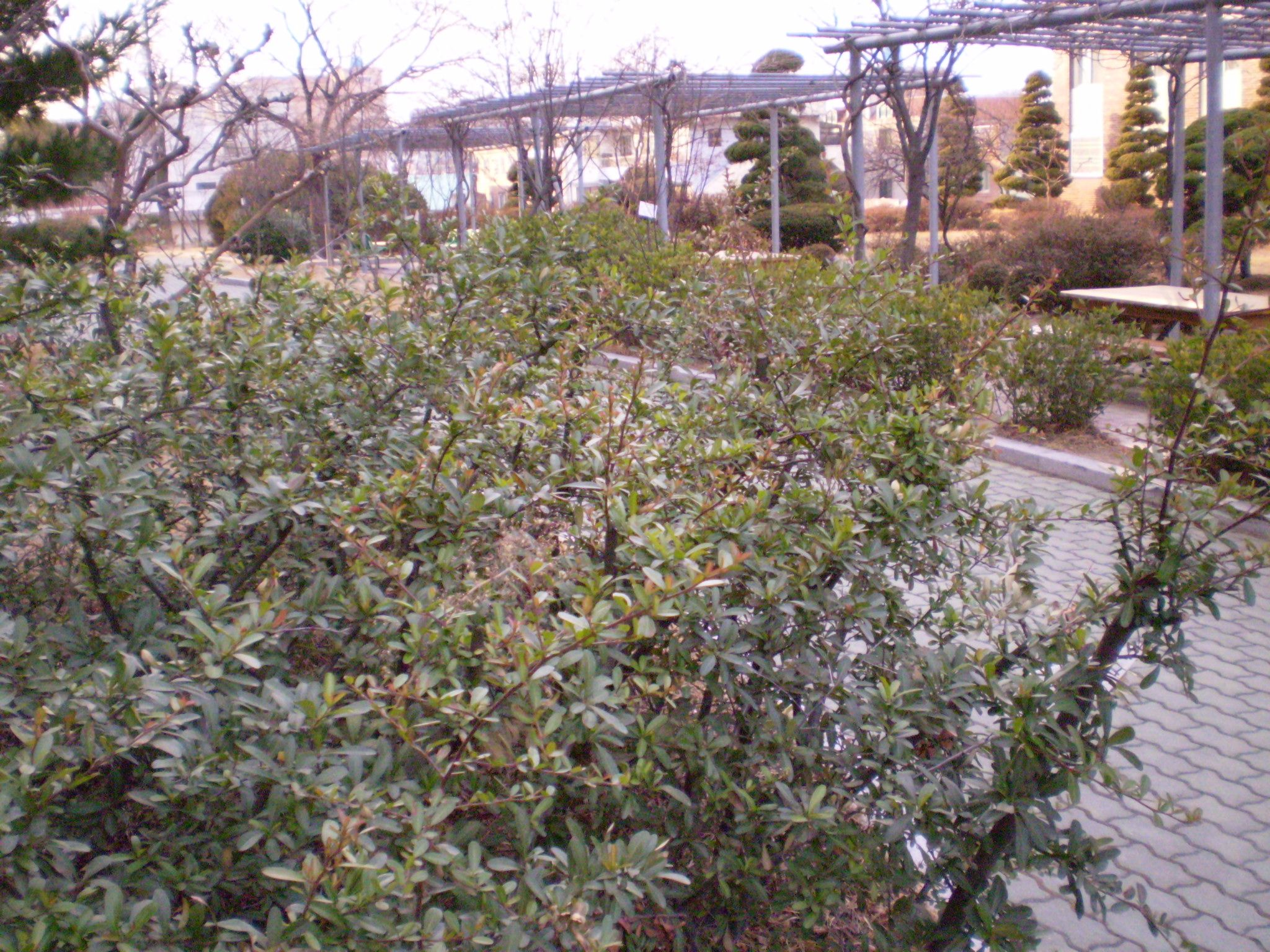
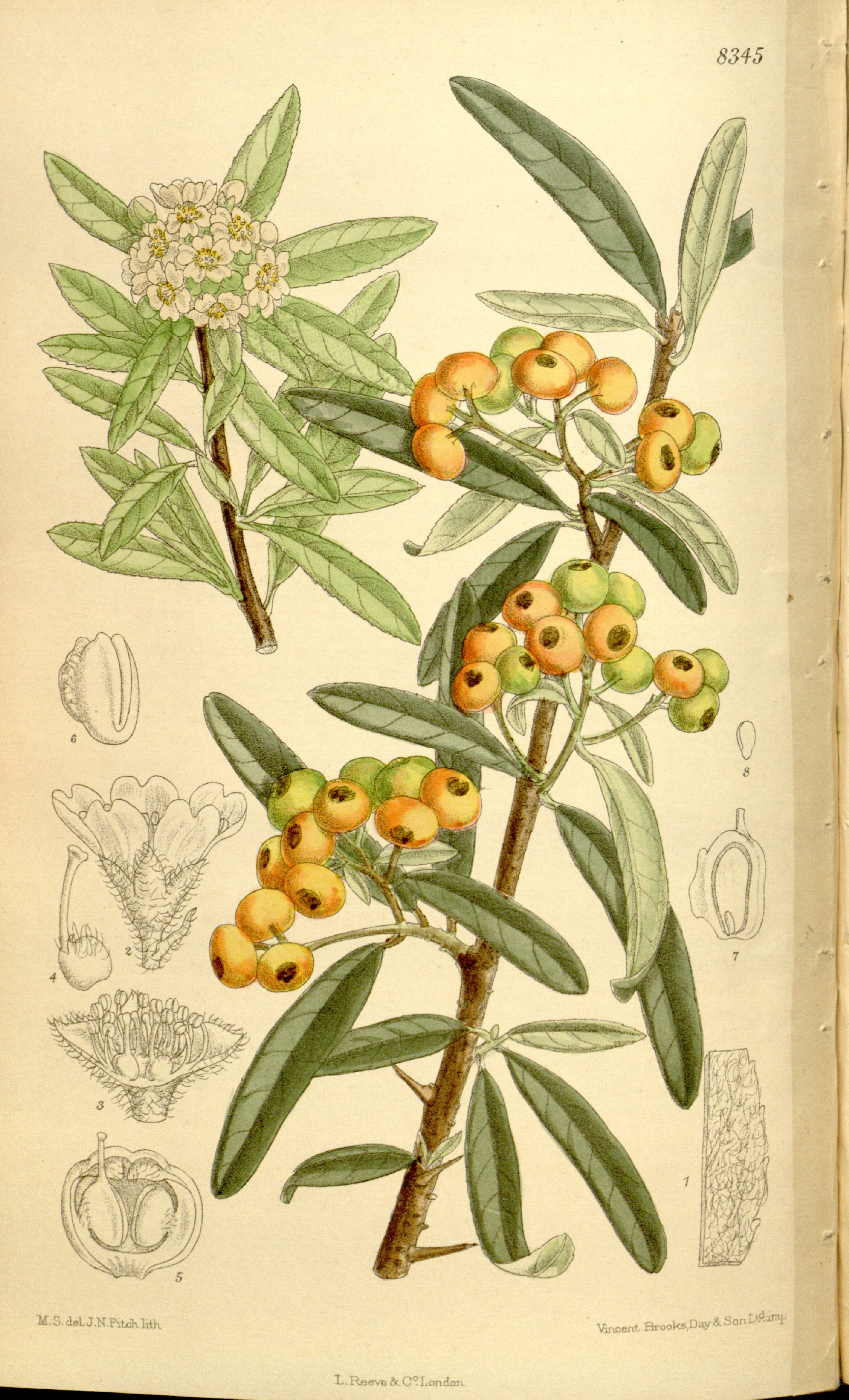
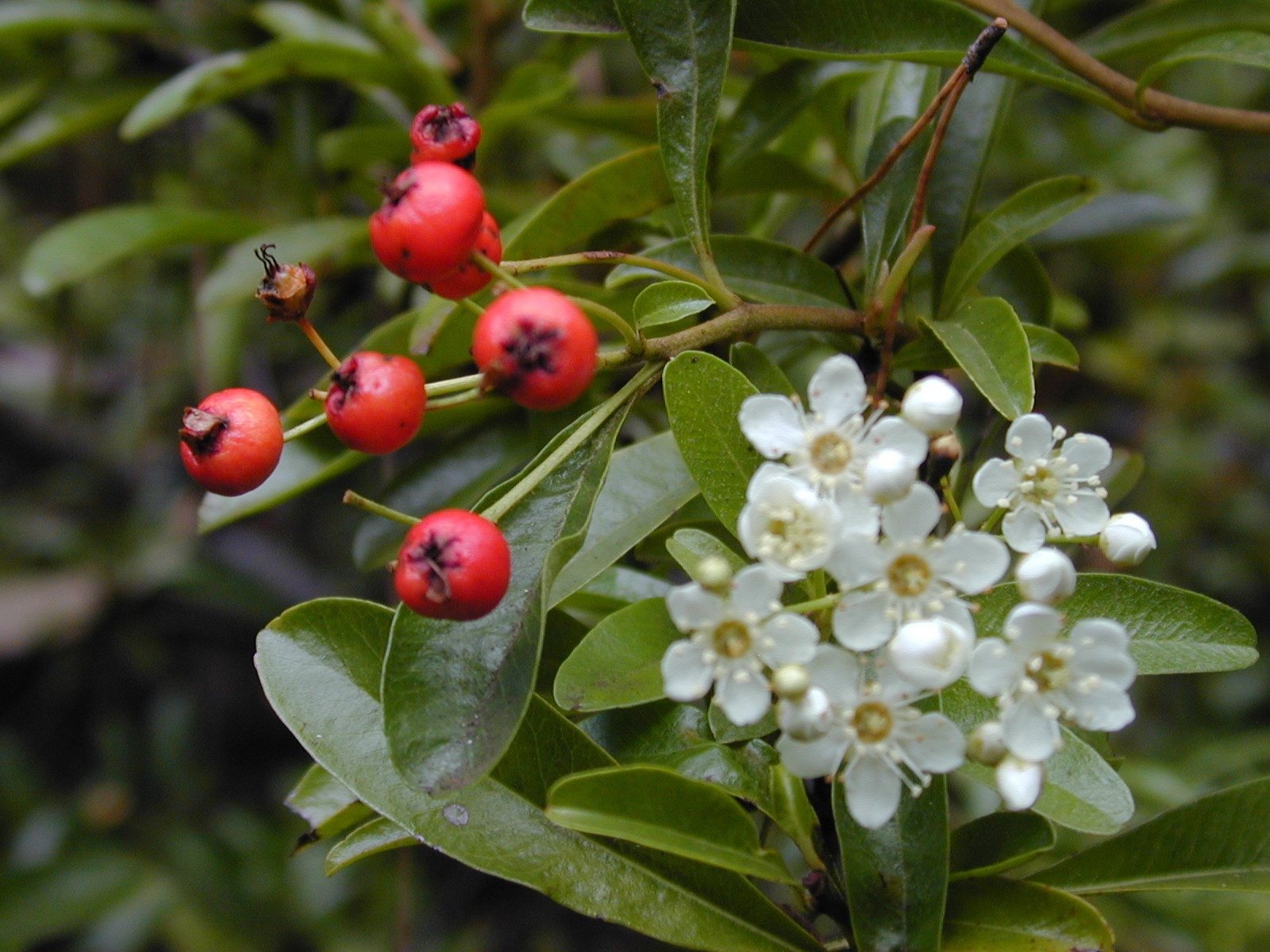
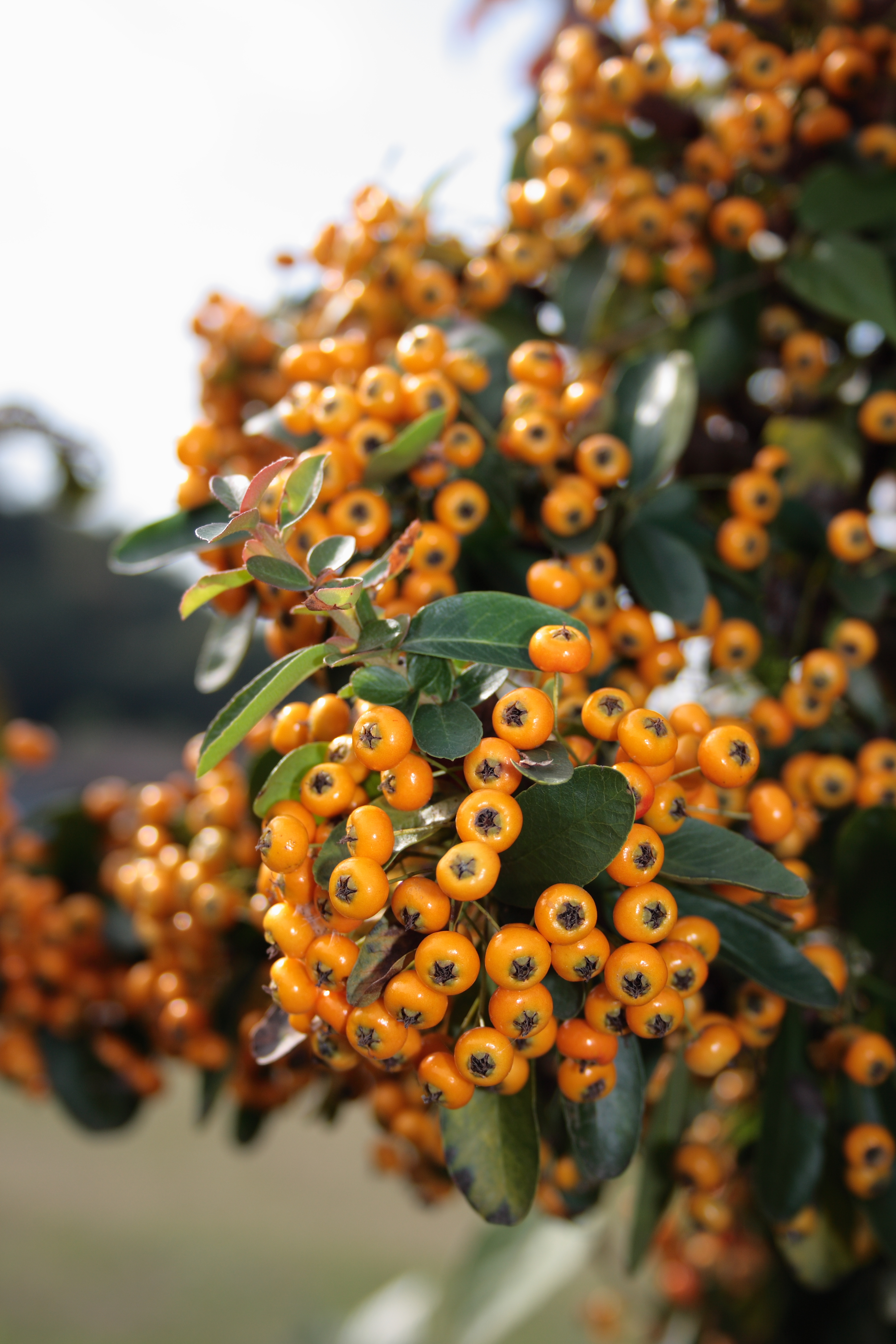
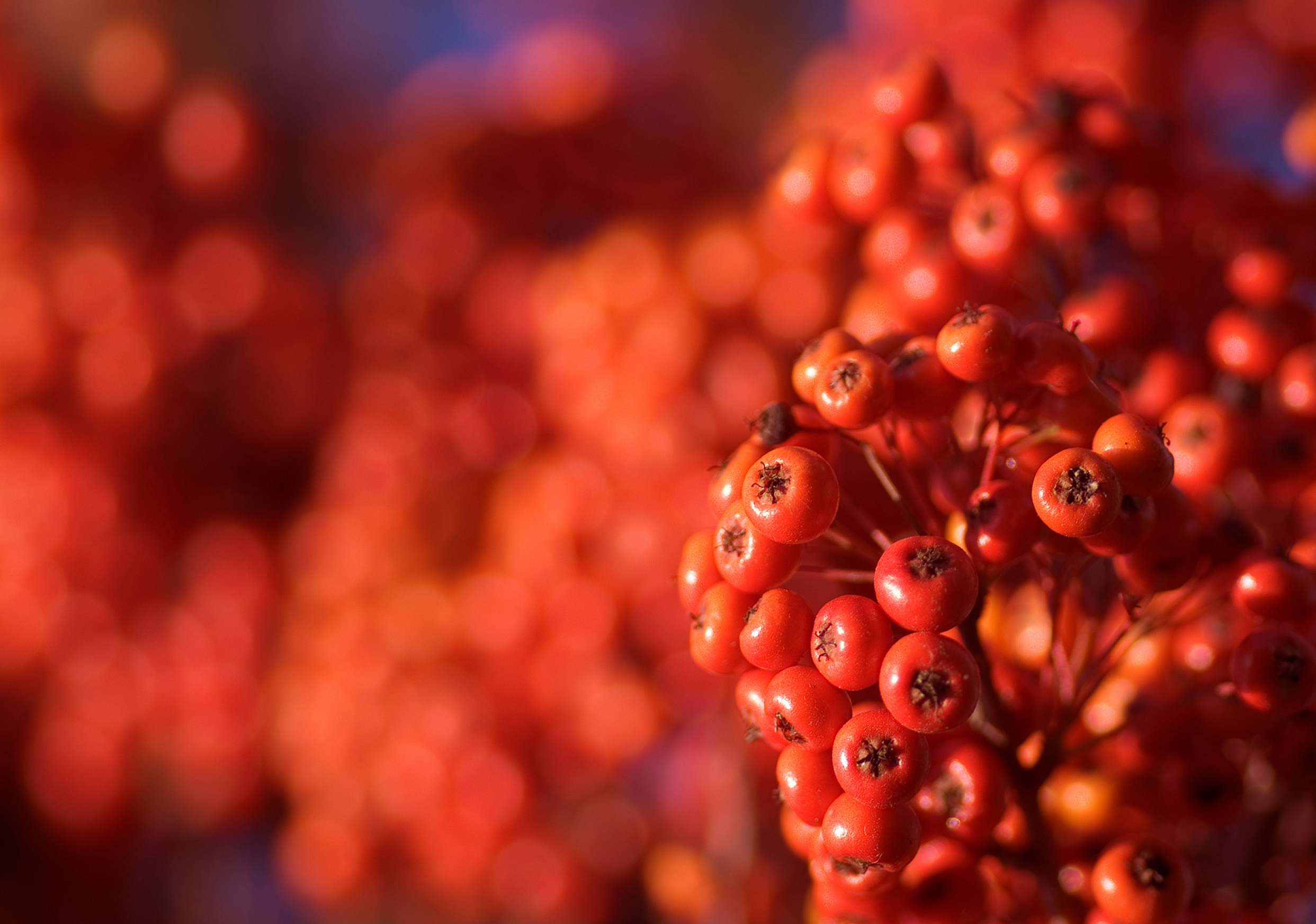